# Тефта Ташко-Кочо
Тефта Ташко-Кочо (на албански: Tefta Tashko-Koço) е албанска певица. Посмъртно е обявена за народен артист на Албания.

## Биография
Родена е на 2 ноември 1910 г. във Фаюм, Египет, където родителите ѝ са емигрирали в края на XIX в. През 1921 г. семейството ѝ се завръща в Корча, Албания. През 1927 г. заминава за Франция, за да учи пеене в Консерваторията в Монпелие. От 1932 г. до 1936 г. учи пеене в Парижката консерватория при Андре Грес. През 1936 г. се завръща в Албания, където изпълнява оперна и камерна музика, както и албански градски песни.
Записва албански градски лирични песни за Колумбийското общество в Италия през 1937 и 1942 г. Тя е редовен изпълнител на Радио Тирана от основаването си на 28 ноември 1938 г.
Акомпанирана е от Лола Гьока. Изпълнява песни написани специално за нея от албанския композитор Кристо Коно.
Неин съпруг е Кристак Кочо, от когото има син – музиканта и режисьор Ено Кочо, който в заслужил артист на Албания. Умира неочаквано на 22 декември 1947 г. в Тирана, Албания.